# Angel Down
Angel Down è il secondo album in studio dell'ex-frontman degli Skid Row Sebastian Bach.
All'album ha partecipato come ospite Axl Rose, cantante dei Guns N' Roses. L'album contiene anche una cover del brano Back in the Saddle degli Aerosmith.

## Tracce
1. Angel Down (Adam Albright/Sebastian Bach) - 3:48
2. You Don't Understand (Bach/Roy Z) - 3:06
3. Back in the Saddle (Joe Perry/Steven Tyler) - 4:19
4. (Love Is) A Bitchslap (Bach/Z) - 3:08
5. Stuck Inside (Johnny Chromatic/Axl Rose) - 2:57
6. American Metalhead (Mike Chlasciak) - 4:02
7. Negative Light (Bach/Chlasciak/Steve DiGiorgio) - 4:33
8. Live and Die (Chlasciak/Tim Clayborne) - 3:53
9. By Your Side (Bach/Z) - 5:27
10. Our Love Is a Lie (Bach/Chlasciak/Z) - 3:20
11. Take You Down With Me (Bach/DiGiorgio) - 4:37
12. Stabbin' Daggers (Bach/Chromatic/Bobby Jarzombek) - 3:41
13. You Bring Me Down (Ralph Santolla) - 3:16
14. Falling into You (Bach/Desmond Child) - 4:21

## Formazione
- Sebastian Bach - voce
- Johnny Chromatic - chitarra ritmica
- "Metal" Mike Chlasciak - chitarra solista
- Steve DiGiorgio - basso
- Bobby Jarzombek - batteria
- Axl Rose - voce su tracce 3, 4 e 5
- Adam Albright - chitarra su traccia 1
- Ed Roth - piano su tracce 9 e 14